# Patrik Juhlin
Patrik Juhlin, född 24 april 1970 i Huddinge församling, är en svensk före detta professionell ishockeyspelare. Juhlin slog igenom i Västerås IK i början av 1990-talet. Under säsongen 1992/93 var Juhlin med om att föra VIK till klubbens, hitintills, enda serieseger i Elitserien. Under OS-turneringen i Lillehammer var han en av spelarna i det svenska laget som under Curt Lundmarks ledarskap vann guld efter finalseger över Kanada. Under 8 matcher i turneringen noterades Juhlin för inte mindre än 7 mål, med vilket han var främst i det svenska laget. Totalt blev det 84 landskamper med Tre Kronor under åren.
Säsongen 1994/95 flyttade Juhlin till Nordamerika för spel i NHL-klubben Philadelphia Flyers, som draftat honom i andra rundan 1989. Någon större framgång i NHL hade inte Juhlin, det blev därför mestadels spel i farmarligan AHL; detta i Hershey Bears och Philadelphia Phantoms.
Åren 1997–2000 återfanns Juhlin i den finländska huvudstadsklubben Jokerit, vilket åtföljdes av en mångårig sejour i schweiziska SC Bern. Säsongen 2004/2005 återvände han till Västerås för spel i Hockeyallsvenskan. Fem säsonger blev det för Juhlin innan han den 9 april 2009 tackade för sig inför den sista kvalseriematchen mot AIK i kvalserien till Elitserien 2009.

## Meriter
- Världsmästare 1991
- Olympisk guldmedalj 1994
- VM-silver 1993
- VM-brons 1994
- World Cup-brons 1996
- Elitserien i ishockeys All star-lag 1994
- All Star Team AHL 1996-1997
- Två JSM Guld med VIK
- SM-Liiga Brons 1998
- Bäste målskytt Schweiz NLA 2002
- Schweizisk NLA mästare 2004